# تشانكيا
 تشانكيا كاوتيليا: كان رئيس وزراء لأول أباطرة موريا الهندية جندرا كوبتا موريا في أواخر القرن الرابع ق.م. اشتهر بدهائه السياسي، الف كتابا في السياسة وكيفية نجاح الحاكم اتسم بالطابع العملي ونبذ المعيارية والمثالية سبق كتاب الامير (لميكافيلي) بنحو 18 قرنا يدعى (أرثاشاسترا) وهو كتيب شاملب عن فن ادارة الدولة يعرض كيفية تأسيس الدول وحراستها مع العمل على تحييد وزعزعة وغزو الدول المجاورة من خلال الدسائس والتحالفات المؤقتة والتجسس وزرع الشقاق بينها.